# 11928 Akimotohiro
11928 Akimotohiro (1993 BT2) là một tiểu hành tinh vành đai chính được phát hiện ngày 23 tháng 1 năm 1993 bởi K. Endate và K. Watanabe ở Kitami.